# Венжан (водохранилище)
Венжан или Венжанн (фр. Lac de la Vingeanne; также: Вильгюсьян-Венжан) — водохранилище в департаменте Верхняя Марна региона Гранд-Эст на северо-востоке Франции, которое питает канал Марна — Сона.

## История
Строительство дамбы было осуществлено в 1902—1904 годах, основной использованный материал — глинисто-песчаный, который уплотнялся после очистки от камней, корней и травы. Сверху дамба была покрыта цементным раствором. Долгое время дамба была засекреченным объектом. Венжан служит для обеспечения канала Марна — Сона.

## География
Венжан расположен на территории коммун Вильгюсьян-ле-Лак и Лонжо-Персе к югу от Лангра в департаменте Верхняя Марна. Его площадь составляет 199 га. Образовано рекой Венжан, правым притоком Соны. Длина плотины составляет 1 254 м, периметр берегов — 7,4 км.
В западной части водохранилище пересекает национальная дорога № 74 (D 974).

## Биология
У Венжана имеются два болотистых залива, которые отличаются большим разнообразием птиц семейства ржанковых, обитающим по берегам. Особенное разнообразие птиц отмечается во время миграции.

## Активности
- Туристическая деятельность: водные виды спорта, водная база Венжан.[источник не указан 2138 дней]
- Рыбалка.[источник не указан 2138 дней]
- Музыкальный фестиваль «Пернатая собака».[источник не указан 2138 дней]